# غلين ميلر
ألتون غلين ميلر (بالإنجليزية: Glenn Miller)‏ (ولد في 1 من مارس 1904م – وفي عداد المفقودين منذ 15 ديسمبر 1944م) هو موسيقي ومُوزع وملحن أمريكي لفرقة بيغ باند، وقائد فرقة في موسيقى السوينغ. وكان واحدًا من الفنانين أصحاب أكثر التسجيلات مبيعًا من 1939م إلى 1943م، وأحد قادة فرقة البيغ باند الشهيرة. ومن تسجيلاته البارزة «في مزاجٍ جيد» (In the Mood)، و«لحن غرامي تحت ضوء القمر» (Moonlight Serenade)، و«بنسيلفانيا 6-5000» (Pennsylvania 6-5000)، و«تشاتانوغا تشو تشو» (Chattanooga Choo Choo)، و«سلسلة من اللآلئ» (A String of Pearls)، و«أخيرًا» (At Last)، و«(قابلت غال في) كالامازو»، ((I've Got a Gal In) Kalamazoo) و«الدورية الأمريكية» (American Patrol)، و«مُلتقى الأصدقاء» (Tuxedo Junction)، و«إبريق البني الصغير» (Little Brown Jug). وبينما كان مسافرًا لترفيه القوات الأمريكية في فرنسا أثناء الحرب العالمية الثانية، اختفت الطائرة التي تحمله في بحر المانش لظروف الطقس السيئة.

## قائمة المصادر
- Bennett، Tony (1998). The Good Life. New York: Pocket Books. ISBN:0-671-02469-8. مؤرشف من الأصل في 2020-06-07.
- Butcher، Geoffrey (1997). Next to a Letter from Home. North Pomfret, Vt: Trafalgar Square. ISBN:0-7515-1078-5. مؤرشف من الأصل في 2020-01-28.
- Friedwald، Will (1997). The Song Is You. New York: 0306807424. ISBN:0-306-80742-4. مؤرشف من الأصل في 2020-06-07.
- Flower، John (1972). Moonlight Serenade: a bio-discography of the Glenn Miller Civilian Band. New Rochelle, NY: Arlington House. ISBN:0-87000-161-2. مؤرشف من الأصل في 2020-06-07.
- Miller، Glenn (1943). Glenn Miller's Method for Orchestral Arranging. New York: Mutual Music Society. ASIN: B0007DMEDQ
- Schuller، Gunther (1991). Volume 2 of The Swing Era:the Development of Jazz, 1930–1945 /. New York: Oxford University Press. ISBN:0-19-507140-9. مؤرشف من الأصل في 2020-01-28.
- Sudhalter، Richard (1999). Lost Chords. New York: Oxford University Press. ISBN:0-19-514838-X. مؤرشف من الأصل في 2020-06-07.

## وصلات خارجية
- غلين ميلر على موقع IMDb (الإنجليزية)
- غلين ميلر على موقع الموسوعة البريطانية (الإنجليزية)
- غلين ميلر على موقع مونزينجر (الألمانية)
- غلين ميلر على موقع ألو سيني (الفرنسية)
- غلين ميلر على موقع ميوزك برينز (الإنجليزية)
- غلين ميلر على موقع أول موفي (الإنجليزية)
- غلين ميلر على موقع قاعدة بيانات برودواي على الإنترنت (الإنجليزية)
- غلين ميلر على موقع قاعدة بيانات الأفلام السويدية (السويدية)
- غلين ميلر على موقع إن إن دي بي (الإنجليزية)
- غلين ميلر على موقع أول ميوزيك (الإنجليزية)

- The Glenn Miller Birthplace Society, organizing the annual Glenn Miller Birthplace Festival in Clarinda, IA
- Website (78rpmrecord.com) listing recordings Glenn Miller made for Brunswick records as a sideman in the late 1920s and early 1930s.
- Glenn's Swing Orchestra (Jazz big band: Tribute to Glenn Miller)
- A World War II Soldier's Insight into the mysterious disappearance of Glenn Miller
- In Search Of... على يوتيوبtelevision program, segment on Glenn Miller hosted by Leonard Nimoy.
- George's Spink's article, "Glenn Miller: The Sound of an Era" written for the Chicago Sun-Times in December 1984 on the 40th anniversary of Miller's disappearance .